# منطقه هم‌زمانی قاره‌ای اروپا
منطقه همزمان قاره اروپا (CESA)، که قبلاً به عنوان شبکه UCTE شناخته می‌شد، یکی از شبکه‌های الکتریکی همزمان در جهان است. این شبکه عمدتاً اروپا را پوشش می‌دهد و به عنوان یک شبکه برق هماهنگ با فرکانس ۵۰ هرتز عمل می‌کند. این شبکه برق بیش از ۴۰۰ میلیون نفر در ۳۲ کشور، از جمله بیشتر کشورهای اتحادیه اروپا، را تأمین می‌کند. در سال ۲۰۰۹، این شبکه دارای ۶۶۷ گیگاوات (GW) ظرفیت تولید برق بود و حدود ۸۰ گیگاوات نیز به عنوان ذخیره عملیاتی برای مواقع اضطراری نگهداری می‌شد. شرکت‌هایی که این شبکه را مدیریت می‌کردند، قبلاً بخشی از اتحادیه هماهنگی انتقال برق (UCTE) بودند که اکنون بخشی از یک گروه بزرگ‌تر به نام شبکه اروپایی اپراتورهای سیستم‌های انتقال برق (ENTSO-E) است.

## منطقه
در سال ۲۰۲۵، شبکه همزمانی قاره‌ای اروپا شامل تمام یا بخشی از کشورهای زیر است:
1. اتریش
2. بلژیک
3. بلغارستان
4. کرواسی
5. قبرس
6. جمهوری چک
7. فرانسه
8. آلمان
9. یونان
10. مجارستان
11. ایتالیا
12. لوکزامبورگ
13. هلند
14. لهستان
15. پرتغال
16. رومانی
17. اسلواکی
18. اسلوونی
19. اسپانیا
20. سوئیس

علاوه بر این، ممکن است شامل برخی کشورهای همسایه که بخشی از چارچوب ENTSO-E نیستند نیز باشد. فهرست دقیق کشورهای تحت پوشش ممکن است بر اساس اتصالات و توافقات خاص متفاوت باشد.